# Cala Blanca
|  | Aquest article tracta sobre una cala de Ciutadella. Si cerqueu la cala de Xàbia, vegeu «Cala Blanca (Xàbia)». |

|  | Aquest article tracta sobre una cala de Ciutadella. Si cerqueu la cala d'Alcalà de Xivert, vegeu «Cala Blanca (Alcalà de Xivert)». |

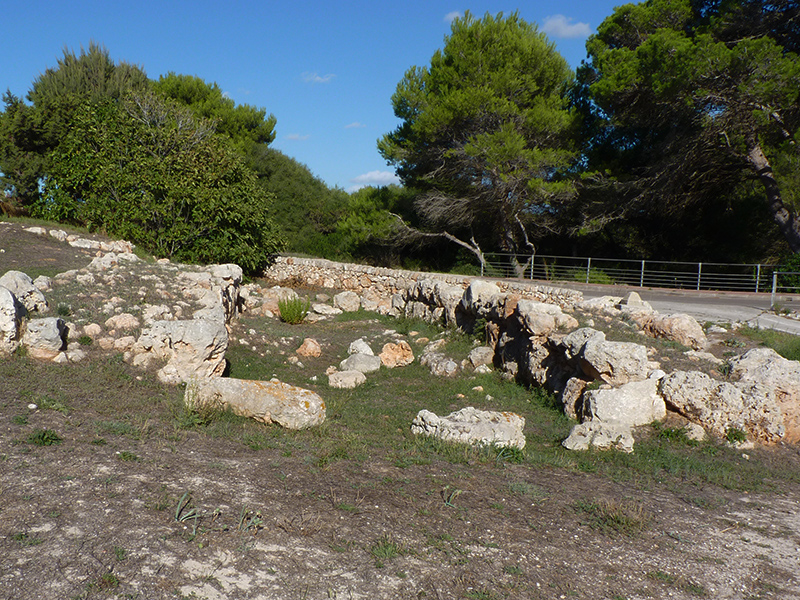
Naveta de Cala Blanca de prop 3700 d'antiguitat.

La platja de Cala Blanca està situada a l'illa de Menorca, i concretament a l'est del municipi de Ciutadella de Menorca.
Aquesta platja és a cinc quilòmetres de Ciutadella, situada entre Cala Santandria i s'Aigua Dolça, dins la urbanització que duu el mateix nom.
El seu nom descriu el color de la seva arena. Aquesta entrant de platja també té forma d’u, i es troba en una zona residencial. L'aigua d'aquesta platja és transparent i compta amb un corrent suau. Sol ser visitada per turistes i banyistes locals. Les condicions marines permeten poder fer submarinisme per aquesta zona. Arribar a aquesta platja és molt fàcil: es pot estacionar el cotxe al costat de la platja i anar-hi a peu.
El seu subsòl acull un dels principals prodigis de la geologia de l'arxipèlag balear: les famoses Coves de Cala Blanca. Es tracta d'una cova de grans dimensions (de més de 100 metres de llargària); i que l'home ha emprat —almenys en època talaiòtica, clàssica i andalusina— com a lloc d'emmagatzemament. Té un llac interior i abundants formacions d'estalactites i estalagmites, i columnes de travertí. Aquestes impressionats coves són unes formacions càrstiques que l'aigua ha perforat en el marès, com també ho són les veïnes Coves del Drac de Mallorca o la Gruta de Neptú a l'Alguer (Sardenya). La diferència de la de Cala Blanca respecte a les altres dues rau en el fet que romanen tancades al públic i només n'han pogut gaudir de la seva espectacularitat alguns pocs espeleòlegs autoritzats per les autoritats locals de l'illa. Per bé que des del govern balear s'hi han dedicat importants partides pressupostàries, per tal que la seva obertura al públic sigui possible, la realitat és que encara no s'ha pogut acomplir la tasca que ha de permetre mostrar al món —i sobretot als residents i als turistes— aquest important patrimoni natural. Les coves foren declarades Bé d'Interès local l'any 1966, i per manca d'actuació per part de l'administració mai no s'ha arribat a assolir el grau de BCIN, que sens dubte mereixerien. El conjunt de les coves el formen la Cova de s'Aigua (també coneguda com a Cova de na Figuera o de s'Aigua de Perelleta) i la de na Megare; i actualment hi ha un projecte d'unir-les en el mateix itinerari de visita. Fou explorada per primer cop, de forma científica, l'any 1955 per l'equip de Recerca Espeleològicq del Centre Excursionista de Catalunya, amb la col·laboració d'alguns menorquins que s'hi interessaren. Aquesta expedició va retrobar elements ossis humans i arqueològics, sobretot ceràmica, de diverses fases culturals, des de l'època talaiòtica fins a l'època de la dominació sarraïna de l'illa. En aquella ocasió, s'elaborà la primera planimetria de l'indret. Entre 1977 i 1978, espeleòlegs catalans van explorar les aigües del llac i hi retrobaren, també, elements arqueològics. La darrera intervenció científica feta a les coves data de 2003, en el decurs de l'elaboració de la carta arqueològica subaquàtica.

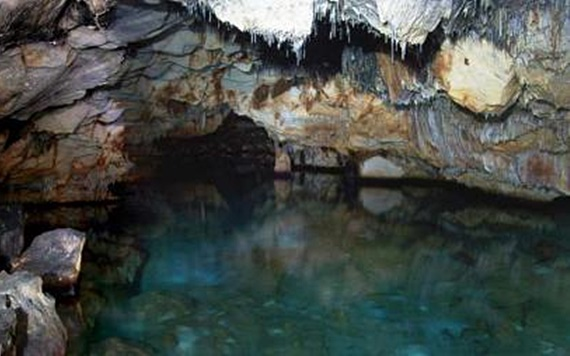
Un dels llacs de la Cova de s'Aigua de Cala Blanca.

Un altre atractiu natural són els lliris de platja que floreixen cada primavera a la costa sud de Menorca, i que a Cala Blanca tenen una especial preponderància. Des del punt de vista arqueològic, destaca la Naveta Parelleta, datada a l'entorn dels 3700 anys d'antiguitat. Són les restes d'un espai d'habitació prehistòric que s'ha d'emmarcar, com la resta de navetes de Menorca i Mallorca, en l'horitzó cultural de la Cultura Talaiòtica. La particularitat de la naveta de Cala Blanca és la seva ubicació, ja que es troba gairebé a la platja fet sense parangó a la resta de navetes de l'illa. El seu estat de conservació és força precari, ja que només se’n conserven algunes filades de pedres de les parets laterals mentre que l'absis està gairebé desaparegut.
La Cala Blanca és coneguda pel fet que és la residència de l'escultor local Mateu Ametller. Aquest artista no solament hi té la seva residència habitual, sinó que hi té un jardí curull d'escultures, amb una façana ricament ornamentada, al davant de la qual —sobre la carretera que duu de Ciutadella al Cap d'Artrutx— una rotonda compta amb nombroses escultures, que la converteixen en la més exuberant de tota l'illa.

## Enllaços externs

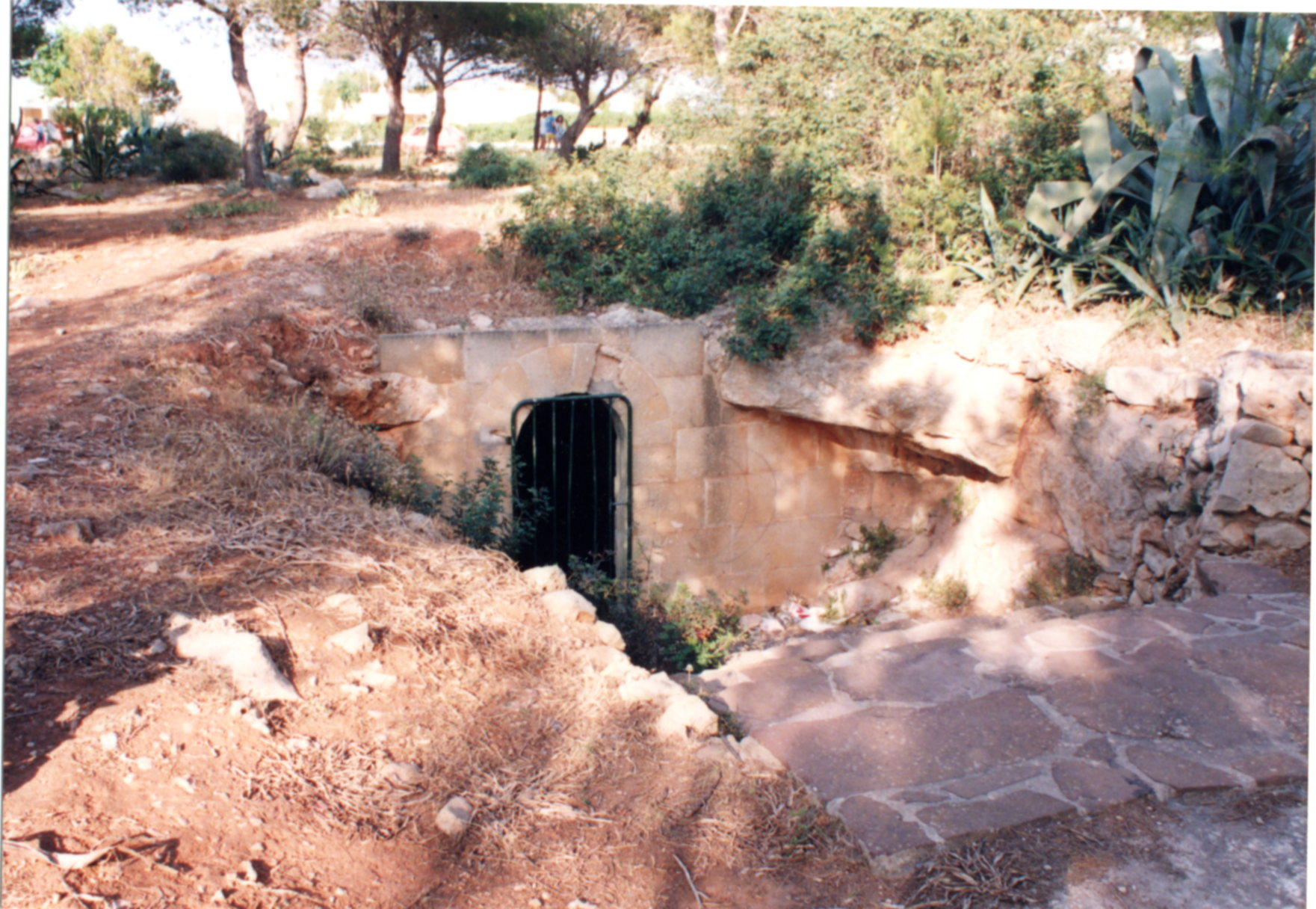
Ingrés de la cova de Cala Blanca a la plaça el Carrer del Llac